# José María García-Blanco
José María García-Blanco Oyarzábal (11 de julio de 1898, Ronda, Málaga-30 de enero de 1973, Valencia) fue un investigador y catedrático de Fisiología y Bioquímica de las Universidades de Santiago de Compostela, Salamanca y Valencia.
Destacó por sus trabajos de investigación relacionados con el metabolismo Hidrocarbonado, el recambio glicídico y la endocrinología glicídica, o por el descubrimiento de nuevas técnicas hematológicas y tinciones, además de ser promotor de los tests de detección precoz de enfermedades como el hipotiroidismo neonatal. En el campo académico, fue coetáneo de otros catedráticos e investigadores como Severo Ochoa, Francisco Grande Covián, Albert Folch i Pi, José Puche Álvarez, Rafael Méndez Martínez, José María García-Valdecasas Santamaría o José Rodríguez Delgado, y desde 1927 que obtuvo la cátedra hasta 1936, formó con ellos parte del grupo de docentes y científicos que liderados por Juan Negrín, pusieron a la Fisiología española en lo más alto de la investigación internacional de la época. A partir de 1941, es en la Universidad de Valencia donde a pesar de las paupérrimas condiciones de la postguerra, logra mantener los criterios de modernidad y de objetividad necesarios, tanto en la práctica clínica como en la investigación o en la formación de profesionales de la medicina, abriendo líneas de investigación que serían desarrolladas posteriormente por sus discípulos y colaboradores. Algunos de estos fueron Santiago Grisolía, Ana María Pascual-Leone, Alberto Sols, José Viña Giner.

## Estudios y formación investigadora

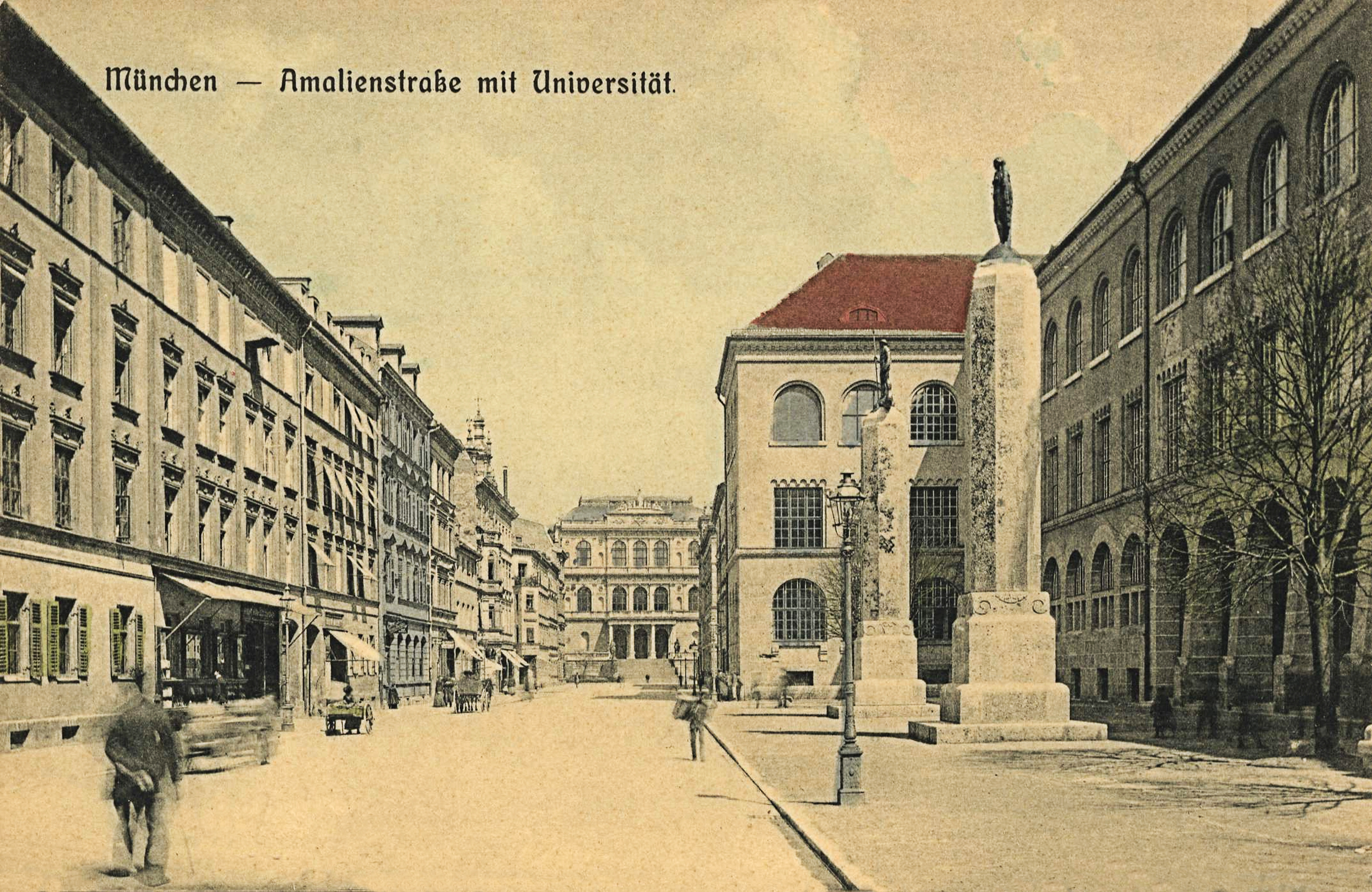
Universidad de Múnich, principio de siglo

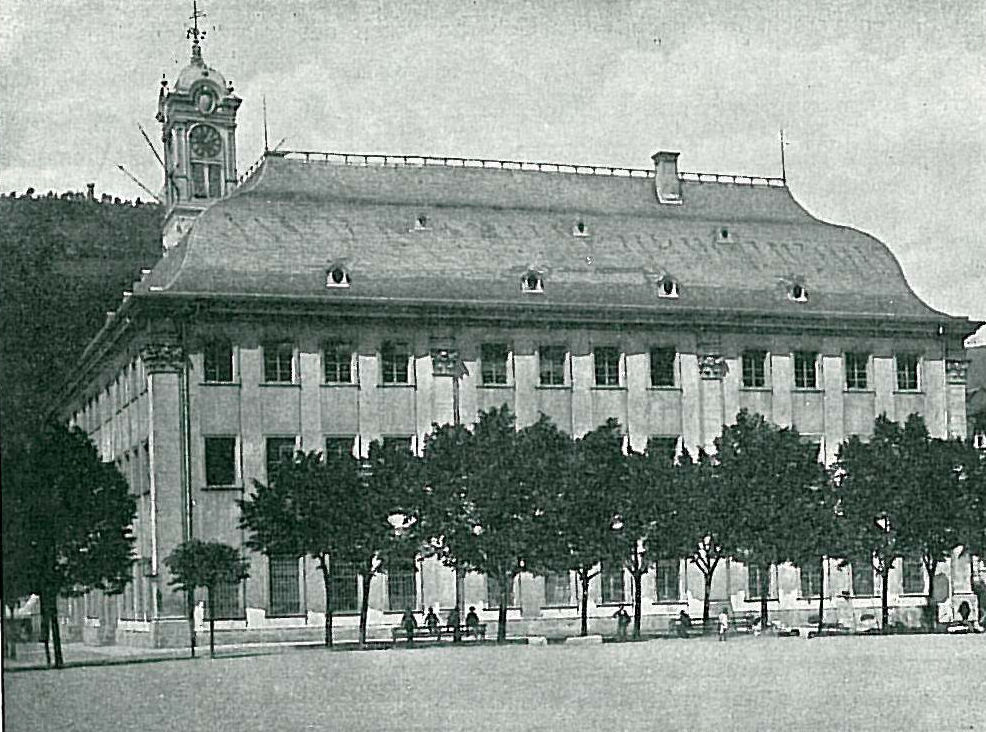
Antigua Universidad. Heidelberg. 1900

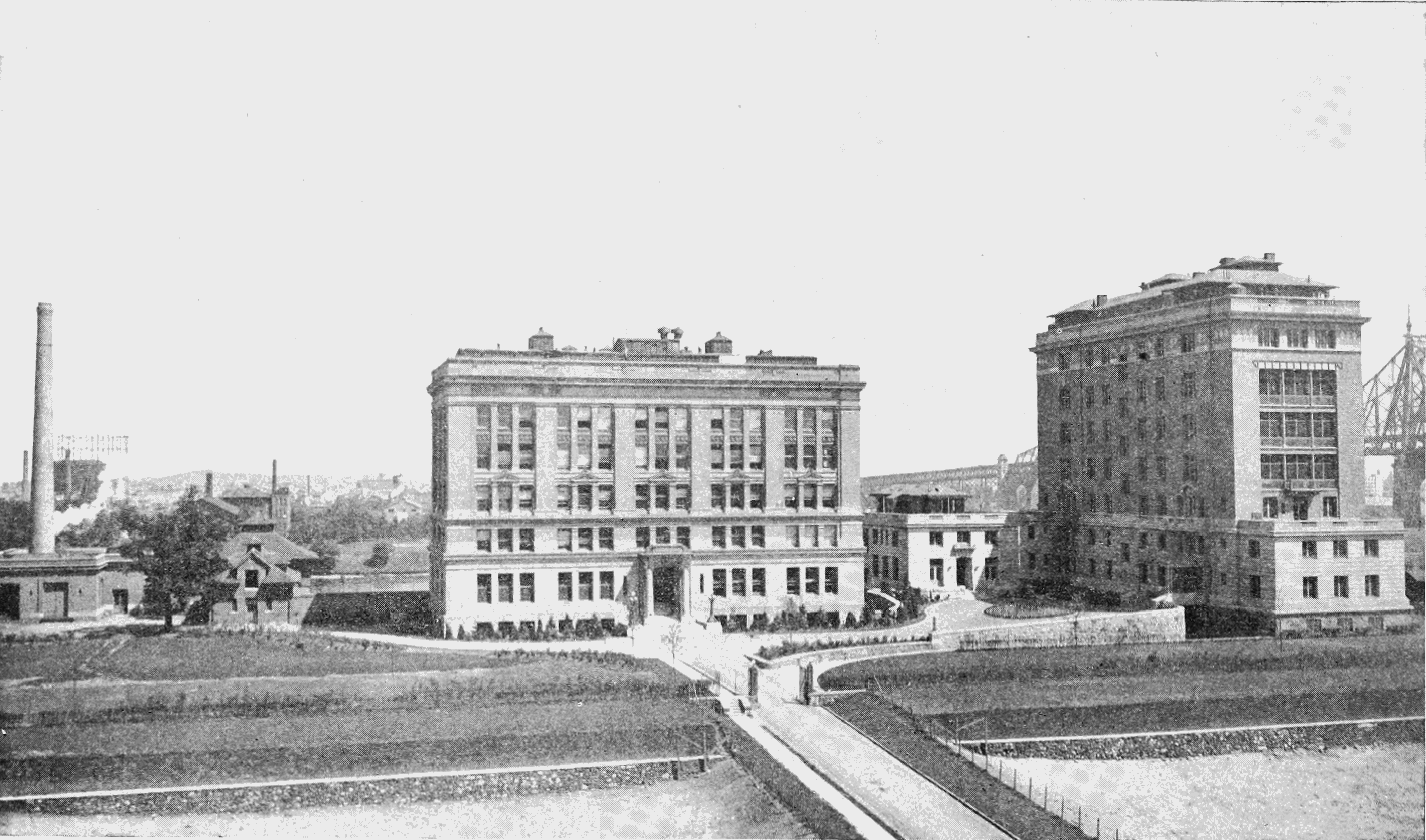
Instituto Rockefeller, Nueva York, 1912

Es hijo de José García-Blanco Romero y de Ramona Oyarzábal Merino, un matrimonio originario de Almadén que solo tuvo otra hija: Lucía. Su padre era Ingeniero de Montes y aunque tuvo algunos primeros destinos en la España meridional, pronto instaló la residencia familiar en Madrid, donde José María estudió el Bachillerato (en el Instituto Cardenal Cisneros) y la carrera de Medicina. Terminó los estudios el curso de 1918–1919 y pasó el examen de licenciatura en 1920, obteniendo la nota máxima.
Una vez licenciado y durante el curso de 1920–1921, tiene su primer contacto con la JAE trabajando en el Laboratorio de Química Biológica del profesor José Rodríguez Carracido de la Facultad de Farmacia de Madrid, donde coincide con Antonio Madinaveitia Tabuyo y donde debuta publicando un trabajo sobre las técnicas del sistema analítico de Folin y Wu, que en aquel momento comenzaban a invadir los laboratorios clínicos.
Desde septiembre de 1922 y durante casi todo 1923, se va con sus propios recursos a Alemania, al Instituto de Química Fisiológica de Friburgo, donde con el profesor Franz Knoop fue primero alumno (coincidiendo con el también estudiante y futuro Nobel Hans Adolf Krebs) y colaborador-investigador después. En diciembre de 1923 vuelve a Alemania, donde en el Laboratorio de Química Fisiológica del Instituto Médico Clínico de la Universidad de Múnich, investigó en colaboración con Josef Thannhauser hasta que en abril de 1924, se queda sin dinero y con el trabajo sin terminar vuelve a Madrid y solicita una beca a la Junta para la Ampliación de Estudios.
En los meses que permaneció en la capital fue seleccionado por Juan Negrín para integrar el equipo que trabajaba en el Laboratorio de Fisiología de la Residencia de Estudiantes, pero en septiembre se le concede la pensión y vuelve a Alemania. Desde octubre de 1924 está con el profesor Thannhauser en la Policlínica-médica de la Universidad de Heidelberg y en julio de 1925, se le prorroga la pensión por seis meses. En este tiempo extra, aprovecha para en esa misma universidad, estudiar con el profesor y director de medicina clínica Ludolf von Krehl e investigar en colaboración con el Profesor Eugen Enderlen, así como estudiar con el entonces veterano fisiólogo Friedrich von Mueller.
A su regreso a España, se gradúa como doctor con una tesis sobre La digestión duodenal del ácido nucleico tímico (basada en sus trabajos con Josef Thannhauser con quien ya publicó un artículo en alemán sobre el tema) y vuelve al Laboratorio de Fisiología de la Residencia de Estudiantes, a preparar sus oposiciones a catedrático. A finales de febrero de 1926, la cátedra de Fisiología teórica y experimental de la Universidad de Granada, que llevaba en interinidad desde que quedara desierta su convocatoria en “turno libre” en 1922, se convoca en “oposición por turno de traslación entre Catedráticos numerarios y Auxiliares”, siendo agregada un mes después a la convocatoria de la misma cátedra en la Universidad de Santiago de Compostela, que estaba en marcha desde noviembre de 1925.  y cuyo tribunal se acababa de constituir
En diciembre de ese año se conceden las cátedras de Santiago a José Sopeña Boncomte y la de Granada a García-Blanco, puestos que permutarían un mes más tarde, para incorporarse en la universidad gallega en marzo de 1927.
Sin embargo, aún hay que mencionar un último viaje de García-Blanco importante en su formación científica, ya que en junio de ese año vuelve a solicitar una pensión a la JAE para estudiar un año en la Cornell University con el profesor Graham Lusk, que se le concede en septiembre. A primeros de octubre marcha a Nueva York, donde se integra en el Instituto Rockefeler, en el laboratorio del profesor Phoebus A. T. Levene, y trabajó junto al doctor Albert L. Raymond. Cuatro meses antes de terminar su beca de un año, solicita su suspensión a la JAE, lo que no le impide publicar sus trabajos en Estados Unidos antes de regresar a España.

## La Cátedra de Santiago de Compostela

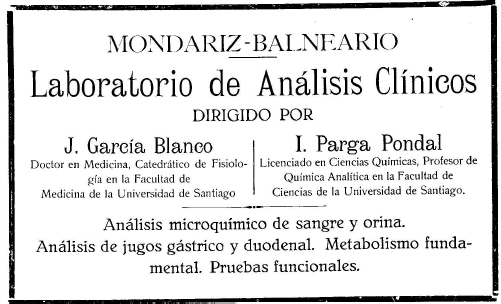
Reseña de junio de 1928

El Dr. García-Blanco regresa a Santiago de Compostela renunciando a su beca, para casarse. Durante los veranos de 1926 y 1927 había estado trabajando en el Instituto de Nutrición del Balneario de Mondariz y había conocido a la hija del copropietario y gerente del establecimiento termal, Georgina Peinador Porrúa.
Se casa a primeros de julio de 1928, recién llegado de Estados Unidos y se integra en la vida académica y cultural de Galicia donde permanece 7 años, destacando en la cátedra por su preparación personal y el impulso que dio a la investigación, combinada con la enseñanza de la bioquímica. Comenzó su labor escribiendo algún compendio monográfico orientado a la docencia, mientras organizaba el Laboratorio de Fisiología de la Facultad de Medicina y configuraba un grupo de alumnos-investigadores, con los que retomaría sus investigaciones a partir de 1930 (Ulpiano Villanueva Castro, Ramiro Sánchez Calvo, Cándido Masa Domingo, Francisco Comesaña Rendo u Ovidio Vidal Ríos.)
Los últimos años de docencia en Santiago, coincidiò con Alejandro Rodríguez Cadarso como rector, a quien apoyó en su esfuerzo modernizador y de apertura de la Universidad a la sociedad, y colaboró con el Seminario de Estudios Gallegos junto a su cuñado Parga Pondal y Luis Iglesias Iglesias en la creación de la Sección de Fisiología (en 1929) y en cuyos “Archivos...” publicó varios trabajos. En agosto de 1929 participó en las primeras Jornadas Médicas Gallegas celebradas en La Coruña, con una conferencia que fue publicada con el título El diagnóstico patogénico en la diabetes. A principios de 1932, dio una conferencia critica con el título Organización de las Universidades en España y fue uno de los profesores e intelectuales que en febrero de 1933 firmaron el manifiesto titulado Al servicio del Estatuto
Pese a la buena integración de García-Blanco, no solo en la universidad, sino también en la sociedad compostelana, en 1933 se presenta a "concurso de traslación" para la Cátedra de Fisiología General de la Universidad de Sevilla (de lo que intentan disuadirle los profesores y estudiantes de la universidad, como reseñó la prensa), obteniéndola como único aspirante en abril de 1934 y permutándola al mes por la misma cátedra en la Universidad de Granada. Simultáneamente a esta concesión, se presenta a oposición "en turno libre" para Salamanca, cátedra que obtiene José María García-Valdecasas a final de año, y con el que la permuta en febrero de 1935. Así, recién fallecido su padre en Madrid (15 de enero) y tras casi nueve años como catedrático, dos oposiciones y tres permutas llega a la Universidad de Salamanca, donde se incorpora el 1 de abril de 1935.

## Granada y Salamanca. La Guerra Civil

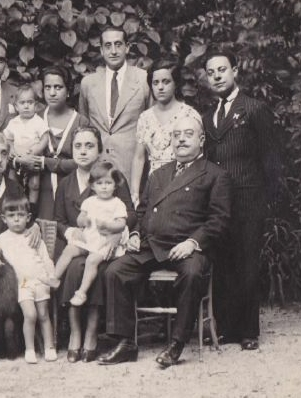
En Mondariz (de pie, centro), con su familia política los Peinador. 1933

Pero ni siquiera durante estos traslados por las universidades españolas deja de investigar y avanzar las líneas de investigación que tiene entre manos, frecuentemente en colaboración con otros investigadores con los que coincide en los diferentes destinos. Así, en el curso 1934/35 continúa los estudios que había comenzado con el grupo de la Santiago de Compostela, publicando los últimos trabajos realizados con Ovidio Vidal Ríos y realizando nuevos estudios con compañeros de los Laboratorios de Fisiología de la Universidad de Granada y del Hospital Provincial de Madrid, como los farmacéuticos Juan Naclé Zorrilla, C. Hernández y Florencio Aldaya Martínez. En los dos años que transcurren desde que deja Santiago hasta que estalla la guerra civil y dentro de su labor académica, destaca el empeño de García-Blanco en el montaje de los laboratorios experimentales, inexistentes en las Facultades de Fisiología de la España de la época. Lo hizo en Santiago, brevemente en Granada y con especial interés en Salamanca. También a finales de 1935, es nombrado miembro de una comisión gubernamental, encargada de desarrollar un método para producir alimento para el ganado a partir de los desechos de la industria azucarera.
El conflicto armado supone la interrupción de la actividad académica y le deja, en cuanto que funcionario de La República, de vacaciones en Madrid y adscrito a una universidad que había quedado bajo el dominio del otro bando, en un limbo administrativo que hace difícil rastrear documentalmente cómo pasó aquellos años de asedio.
Acabada la guerra, lo primero que hace es reincorporarse a la cátedra de la Universidad de Salamanca donde continuaba figurando como titular de la asignatura de Fisiología. Al haber pasado la guerra en zona republicana, se le abre automáticamente un expediente de depuración que supera sin inhabilitación al no tener implicaciones políticas
Durante los dos cursos que García-Blanco permaneció en Salamanca (de 1939 a 1941) y dentro de las limitaciones materiales y académicas en que estaba sumido el país, continuó con sus investigaciones en colaboración en este caso con F. Rodeles y J. M. Castillo. También en este periodo ultima los preparativos (y aunque ya la tenía escrita en 1936) para publicar en 1940 la primera edición de su obra Manual de Química Fisiológica con aplicaciones a la Medicina, el primer manual español completo de la asignatura original - no compilado o no traducido-.
A principios de 1941 quedan vacantes las Cátedras de Fisiología de las Universidades de Madrid y Valencia y ve la oportunidad de terminar su periplo como ansiaba, en la capital. Pero el tribunal concede la primera cátedra a José María Corral y García y a él lo destinan a la de Valencia, donde toma posesión el 9-7-1941.

## La Universidad de Valencia

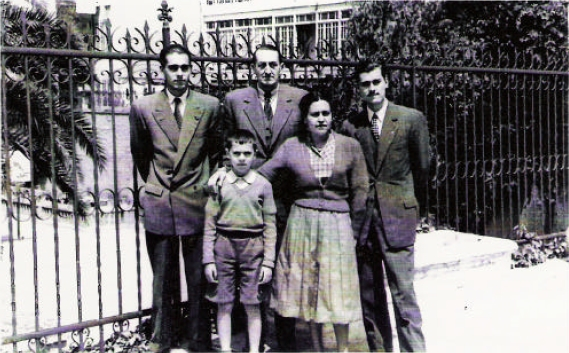
Con su mujer e hijos en torno a 1952

Con 43 años García-Blanco se instala en la ciudad del Turia con su mujer y sus tres hijos, José Antonio, Enrique y José Luis y desde el primer momento se dedica en cuerpo y alma a la actividad académica, en una facultad de medicina que como todas las del país y especialmente las de provincia, estaban medio desmanteladas y sufrían gran escasez de medios y suministros.
Haciendo de su libro recién publicado (y varias veces mejorado y reeditado), temario de la asignatura durante todo el tiempo que ejerció en la cátedra hasta 1968, dejó una impronta entre sus alumnos y la propia institución, que ha sido ampliamente manifestada y reconocida. Porque, sobre todo, se ocupó desde el primer momento de ir aglutinando en torno a sí a un grupo de discípulos de los que luego se nutriría de personal la propia Facultad y con los que realizó y publicó trabajos imaginativos y con medios precarios pero que abrirían líneas de investigación desarrolladas en otros laboratorios posteriormente. Entre los principales colaboradores de la época valenciana habría que citar a Vicente Alcober Coloma, Vicente Antón Vilanova, J. L. Comin, J. Forteza-Bover, Santiago Grisolía García, Ana M.ª. Pascual-Leone, V. Roger, F. Royo Minué, M. Solsona, V. Vento o José Viña Giner.
Aunque no era en realidad muy activo en la vida rectora de la Universidad y sus juntas, sí que asumió de 1946 a 1968 por ejemplo, el cargo de Director de la Hemeroteca de la Facultad de Medicina, y de su anecdotario como catedrático destaca su receptividad a algunas de las demandas estudiantiles, ser uno de los pocos maestros de la Universidad de Valencia que aceptaron examinar a los alumnos reclusos, o el ser el promotor de la propuesta española de Severo Ochoa a las nominaciones al Premio Nobel de Medicina en 1959.
Pero en realidad no se puede entender la labor de García-Blanco durante los veintitantos años que ejerció en Valencia sin atender a su faceta como investigador, su verdadera vocación, perfectamente coordinada y retroalimentada con la académica, gracias a que ya desde el otoño de 1941, se hace cargo del Instituto de Medicina Experimental de Valencia dependiente del Consejo Superior de Investigaciones Científicas (C. S. I. C.). Posteriormente fue nombrado Jefe de la Sección de Fisiología General del CSIC y es aunando los recursos de la cátedra y los paupérrimos de esta institución científica, como supo llevar a cabo y publicar un sinfín de pequeños y dispersos trabajos, que aunque tuvieron repercusión internacional en su momento, no llegaron a centrarse en un objetivo que derivase en un descubrimiento relevante.
La extensión y número de sus trabajos es enorme: 27 libros, folletos y monografías; 58 ponencias en congresos, lecciones magistrales, conferencias, etc., escritas por él o por miembros de su departamento; 30 trabajos de investigación realizados durante los Cursos de Doctorado impartidos por él; dirigió al menos 14 tesis doctorales, y en su haber, junto a sus maestros y discípulos (personal que trabajó en sus Cátedras), existen un total de 158 artículos publicados.

## Reconocimientos y legado

Alfonso X el Sabio (1967)

En 1959 ingresa como miembro de la Real Academia de Medicina y Cirugía de Valencia, siendo secretario de la Sección primera de Anatomía y Fisiología normales y patológicas. Ese mismo año es nombrado Delegado de la Sociedad Española de Ciencias Fisiológicas y al año siguiente es nombrado Miembro de Honor del Comité Internacional para las Sesiones del Congreso Internacional de Bioquímica de Ginebra del año 1961. En 1962 es nombrado miembro de la Sociedad de Fisiólogos de Lengua Francesa y en 1967, un año antes de jubilarse, se le concede el ingreso en la orden de Alfonso X el Sabio con la categoría de encomienda con placa.
La labor de García-Blanco siempre fue discreta y generosa, se preocupó de publicar ampliamente sus trabajos y los de sus colaboradores pero nunca buscó premios o reconocimientos oficiales, apoyó y animó a sus discípulos incluso dirigiendo investigaciones que luego no cofirmó y les recomendó personalmente, facilitando sus carreras posteriores.
Desde 1946 estaba colegiado como médico en Valencia y recibía en una pequeña consulta instalada en su domicilio de Gran Vía Marqués del Turia, le gustaba ir a la playa con su familia, al teatro o al cine, pero nunca participó de las reuniones sociales de la alta sociedad valenciana a la que se supone pertenecía. Los que le conocieron lo definían como un hombre elegante en el trato, de estilo decimonónico, rabiosamente liberal en lo intelectual y poco amigo de halagos o convencionalismos sociales, pero sobre todo, escrupulosamente respetuoso con sus discípulos, amigos o colegas. Murió de infarto de miocardio en su domicilio de Valencia en enero de 1973 a la edad de 74 años.
Dos años después de su muerte, se creó la Fundación García-Blanco y la Medalla García-Blanco con el fin de estimular a los jóvenes investigadores a estudiar en el extranjero. . En 1981 la fundación concede la primera medalla a Guillermo Sáez Tormo y en 2015 la número 35 a Maider Ibarrola Villava

## Obras publicadas
- (1929) Fisiopatología y diagnóstico de la diabetes sacarina. Santiago, Ed. El Eco Franciscano.
- (1934) Elementos de fisiología de la nutrición. Barcelona, Edit. Pubul.
- (1940) Manual de Química Fisiológica con aplicaciones a la Medicina.Barcelona, Ed. Pubul. (Reediciones en 1942, 1944 y 1946
- (1945) Lecciones de Fisiología Especial, Valencia, Ed. Saber. (Tomo primero: 1945, Tomo segundo: 1947, tomo tercero: 1948, Reimpresión completa:1953)
- (1958) Algunos aspectos del recambio glucídico. Monografía reproducción de “Lección inaugural del curso 1958-59" en: Anales de la Universidad de Valencia.Vol. 32 cuaderno 1º.
- (1959) Cuarenta años de fisiología experimental. Discurso recepción Real Academia de Medicina y Cirugía de Valenciael día 12-5-59.Valencia. , Ed. Diputación de Valencia,
- (1948) con FORTEZA BOVER, G., Nuevos métodos de coloración en hematología. Prólogo de Fernando Rodríguez Fornos. Valencia, Ed. Saber.
- (1959-60) Con ANTÓN VILANOVA,V; DEL CASTILLO, J. .ET AL. Química Fisiológica. Valencia, Ed. Saber. (Rediciones en 1962, 1965, 1967 y 1972)
- (1960) con J.; FERRIS, M; BORI, J. V. Ejercicios prácticos del curso de Fisiología especial. Valencia. Imp. Alcocer.

## Artículos científicos
Ver el Anexo: José María García-Blanco: Artículos científicos y colaboradores